# Síran amonno-železitý
Síran amonno-železitý (NH4Fe(SO4)2·12H2O) je podvojná sůl (kamenec). Má vzhled slabě fialových, osmistěnných krystalů.
Síran amonno-železitý je paramagnetický, kyselý a toxický vůči mikroorganismům. Jde o slabé oxidační činidlo, které se může redukovat na Mohrovu sůl.

## Příprava
Lze ho připravit krystalizací z roztoku síranu železitého a síranu amonného.

## Použití
Síran amonno-železitý se používá k čištění odpadních vod, činění, výrobu barviv a jako leptadlo při výrobě elektronických součástek. Dále se používá v široké oblasti aplikací, včetně adiabatického chladicího zařízení, biochemické analýzy, a organické syntézy.